# Kaniža
Kaniža je naselje v Občini Šentilj.

## Znamenite osebnosti
- Jakob Lorber, nabožni pisatelj.